# Шуменско плато
Шуменското плато (до 25 март 1950 г. Шуменски височини, до 31 декември 1965 Коларовски височини) е плато в Североизточна България, Източната Дунавска равнина, област Шумен. Името на платото произлиза от разположения в източното му подножие град Шумен. Шуменското плато е временно затворено от 20.06.2025 до 22.07.2025 заради избягал хищник-черен леопард.
Шуменското плато се издига в южната част на Източната Дунавска равнина и е разположено между долините на реките Голяма Камчия на юг, левият ѝ приток Врана на югозапад и нейният ляв приток Пакуша на запад и север, която го отделя от Овче поле, разположено на север от платото. На изток се спуска стръмно към Шуменското поле. На северозапад чрез ниска седловина (260 – 270 м) се свързва с конусовидното възвишение Фисек.
В централната част на платото се намира и най-високата му точка връх Търнов дял (Търнов табия 501,9 m), вторият по височина връх в цялата Дунавска равнина след най-високата точка на Лилякското плато. Средната му надморска височина е около 350 м. Погледнато отгоре платото има форма на неправилен четириъгълник, разтегнат от северозапад на югоизток на 14 – 15 км, а ширината му варира от 4 – 5 км на северозапад до 13 – 14 км в средната част. Има широко плоско горнище, което е наклонено на север.
Шуменското плато представлява остатък от структурно-денудационна повърхнина и е изградено от долнокредни мергели и пясъчници и сенонски варовици. С изключение на северните му склонове, които са полегати, останалите са стръмни, короновани със скални венци. Поради геоложкия му състав са в развитие повърхностни карстови форми и на платото липсват течащи води, но в подножията му бликат 70 карстови извора. От северната му част извира Мътнишка река (десен приток на Провадийска река), а от местността „Кьошковете“ води началото си река Поройна, която минава през Шумен и се влива отляво в река Голяма Камчия.
Климатът е умерено-континентален със сравнително студена зима и топло лято. Почвите са основно сиви горски, заети от дъбово-габърови гори и пасища. На Шуменското плато, за разлика от повечето плата в Източната Дунавска равнина липсват обработваеми земи, но по източните и южните му склонове (основно в района на село Осмар) има големи масиви от лозови насаждения.
На платото няма населени места, но по периферията му са разположени град Шумен (на източния склон) и селата Троица, Осмар и Кочово (по южния склон), Новосел, Средня и Черенча (на северозапад), Градище, Белокопитово и Лозево (по северния склон).
Покрай южния склон на платото преминава участък от трасето на жп линията София – Горна Оряховица – Варна.
Поради благоприятното си положение Шуменското плато е било населено още от желязната епоха и играе значителна роля през различните епохи – пещери (най-известната от тях Зандана), тракийски могили, Шуменска крепост, скални манастири, турски редути, военнопленнически лагер от Втората световна война.

## Природен парк Шуменско плато
Паркът е създаден е на 5 февруари 1980 г. със заповед № 79 на Комитета за опазване на природната среда (КОПС). Простира на територията на две държавни лесничейства – Шумен и Велики Преслав.
Растителният свят е представен от 550 вида висши растения, които са от 245 рода и 64 семейства. От тях 18 вида са включени в Червената книга на България, 6 вида в тази на Шуменския регион, а над 100 вида са лекарствени. Преобладава букът. Насажденията от него са от естествен произход и на възраст 80 – 100 години. Букът съжителства с габър, цер, клен, ясен, сребролистна липа, космат дъб, вида круша.
Зоолозите наблюдават в парка 109 вида гръбначни животни: 28 вида бозайници, 61 вида влечуги и 6 вида земноводни. Птиците са най-широко застъпената група в парка – голям синигер, черногръдка, чинка, кос, поен дрозд. В основите на паметника „Създатели на българската държава“ през летните месеци се наблюдават колонии от скална лястовица.
Природните дадености на парка и непосредствената близост до града, както и изградената пътно-алейна мрежа правят парка предпочитано място за отдих, спорт и туризъм.

## Топографска карта
- Лист от карта K-35-30. Мащаб: 1 : 100 000.